# 구라마에역
구라마에역(일본어: 蔵前駅, くらまええき)은 일본 도쿄도 다이토구에 있는 철도역이다.

## 타는 곳

### 아사쿠사 선
| 1 | ○ 아사쿠사 선 | 니혼바시・센가쿠지・니시마고메・하네다 공항・미사키구치 방면       |
| 2 | ○ 아사쿠사 선 | 오시아게・아오토・나리타 공항・인바니혼이다이・시바야마치요다 방면 |

### 오에도 선
| 1 | ○ 오에도 선 | 이다바시・도초마에 방면 (네리마・히카리가오카 방면은 도초마에역에서 환승이 필요함) |
| 2 | ○ 오에도 선 | 료고쿠・다이몬 방면                                                                |

## 역세권 정보
- 국도 제6호선
- 스미다강

## 역사
- 1960년 12월 4일: 아사쿠사 선의 역이 영업 개시.
- 2000년 12월 12일: 오에도 선의 역이 영업 개시, 환승역이 됨.

## 인접역
| 도쿄 도 교통국 1호선 아사쿠사 선 | 도쿄 도 교통국 1호선 아사쿠사 선 | 도쿄 도 교통국 1호선 아사쿠사 선 |
| -------------------------------- | -------------------------------- | -------------------------------- |
| A16 아사쿠사바시 니시마고메 방면 | 아사쿠사 선                      | 아사쿠사 A18 오시아게 방면       |
| 도쿄 도 교통국 12호선 오에도 선  |                                  |                                  |
| E10 신오카치마치 내선 순환       | 오에도 선                        | 료고쿠 E12 외선 순환             |